# Orgull (revista)
Orgull és una revista de reflexió catalana de temàtica LGBTI+, pionera en català en aquest àmbit. Editada pel Grup Comunicació 21, va ser estrenada el 29 de febrer del 2024.
L'objectiu del projecte és visibilitzar les realitats LGBTI+ a la població general, reivindicant els drets LGBT i denunciant les discriminacions. El mitjà també pretén referencialitzar-se entre el col·lectiu LGBTI+ com un espai segur i d'acompanyament en la lluita per l'alliberament sexual.
La cap de redacció de la revista és Mar Sifre Rigol, una periodista especialitzada en estudis de gènere. Es publica trimestralment en paper i en paral·lel com a diari digital. De fet, a Barcelona es distribueix en totes les biblioteques, centres cívics i seus d'entitats LGBTI+, així com al Centre LGTBI i l'Espai Línia.
El format inclou entrevistes, reportatges, articles d'opinió i notícies. En el primer número, van col·laborar-hi diverses personalitats del col·lectiu LGBTI+: Jaume Collboni, Ada Colau, Tània Verge, Bel Olid, Judith Juanhuix i Maio. També hi van participar representants i voluntaris d’entitats LGTBI+ com l'Observatori Contra l'LGTBI-fòbia, la Fundació Enllaç, el Centre LGTBI o el Servei Cruïlles del Centre Jove d’Atenció a les Sexualitats.